# Turó d'en Folc
El Turó d'en Folc és una muntanya de 185 metres que es troba al municipi de Badalona, a la comarca del Barcelonès. Al cim podem trobar-hi un vèrtex geodèsic (referència 291122024).